# Глупост
Глупостта е липсата на интелигентност, способност за разбиране, разум, ум или трезва преценка, разбирано и като невъзможност за оценяване на собственото ниво при ефект на Дънинг – Крюгер.
Съществуват т.нар. награди Иг-Нобел, които се присъждат на хора с повърхностни изследвания в областта на физиката, химията, медицината, литературата, мира, здравеопазването, инженерните науки, биологията, математиката и ветеринарната медицина. Според някои от теориите, развивани от лауреатите на тези награди, кравите с малко име дават повече мляко от анонимните крави, от текилата могат да се извлекат диамантени покрития, както и може да се определи защо бременните жени не падат на земята. По-сериозният вид глупост е академичната глупост, която създава грешни представи, приемани като истини от хората без опит в сферата. Вместо да заложат на развитието на оригинални, важни и правилни идеи, учените в тази категория се стремят да произведат възможно най-много научни публикации, които често са със съмнителна стойност.
Съществуват т.нар. награди „Дарвин“, иронично наречени така в чест на еволюционния биолог Чарлз Дарвин. Наградите се връчват на хора, които осигуряват оцеляването на човешкия вид като напускат генетичния фонд по изключително идиотски начин. За типичен пример се счита полетът на Лари Уолтърс, въпреки че той не загива или загубва оплодителната си способност при него, каквито са изискванията/определението за награда Дарвин.
Глупакът (буфонът) заема важно място в много от комедиите. Алфорд и Алфорд откриват, че хуморът, основаващ се на глупост, е по-разпространен в обществата с по-сложно устройство. Анализът на Шекспировите комедии показва, че героите в тях системно изразяват взаимно изключващи се позиции. Това, пише литературният теоретик Нортръп Фрай, демонстрира липсата на задълбоченост и съответно на тяхната глупост.
В днешно време съществуват най-различни телевизионни сериали, които обрисуват глупостта – например „Семейство Симпсън“, „Family Guy“ и „Бийвъс и Бътхед“. Някои от известните образи, чиято комедийност е резултат от глупостта им, са Хоумър Симпсън и началник Уигъм („Семейство Симпсън“), Мистър Бийн, Лоръл и Харди, Гуфи, Патрик Стар („Спондж Боб“) и офицер Барбрейди („Саут Парк“).